# The other side
『the other side』（ジ・アザー・サイド）は、C.G mixのセルフカバーミニアルバム。FUCTORY Recordsからリリースされた。
I'veのボーカリストに提供した楽曲のセルフカバーが収録されている。

## 収録曲
1. Just as time is running out (4:45)
作詞：KOTOKO / 作編曲：C.G mix
  - KOTOKOに提供した楽曲のセルフカバー。原曲はPCゲーム『ぎりギリLOVE』オープニングテーマ
2. D-THREAD (5:23)
作詞：KOTOKO / 作編曲：C.G mix
  - MOMOに提供した楽曲のセルフカバー。原曲はPCゲーム『新人看護婦 美帆 ～十九歳の屈辱日記～』エンディングテーマ
3. 茜空 ～それが僕らの世界だった～ (5:06)
作詞：KOTOKO / 作編曲：C.G mix
  - KOTOKOに提供した楽曲のセルフカバー。原曲はPCゲーム『真剣で私に恋しなさい!』エンディングテーマ
4. 翡翠 -HISUI- (5:17)
作詞：川田まみ / 作編曲：C.G mix
  - 川田まみに提供した楽曲のセルフカバー。原曲は映画『お姉チャンバラ THE MOVIE』エンディングテーマ
5. EMPTY (6:17)
作詞：MELL / 作編曲：C.G mix
  - MELLに提供した楽曲のセルフカバー
6. 決断のentrance ※初回限定盤のみ収録
作詞：KOTOKO / 作編曲：C.G mix
  - KOTOKOに提供した楽曲のセルフカバー。原曲はPCゲーム『プリズム・アーク らぶらぶマキシマム!』オープニングテーマ
7. ending (MIOKURUKARA piano solo) (1:06)
作編曲：C.G mix